# 1963

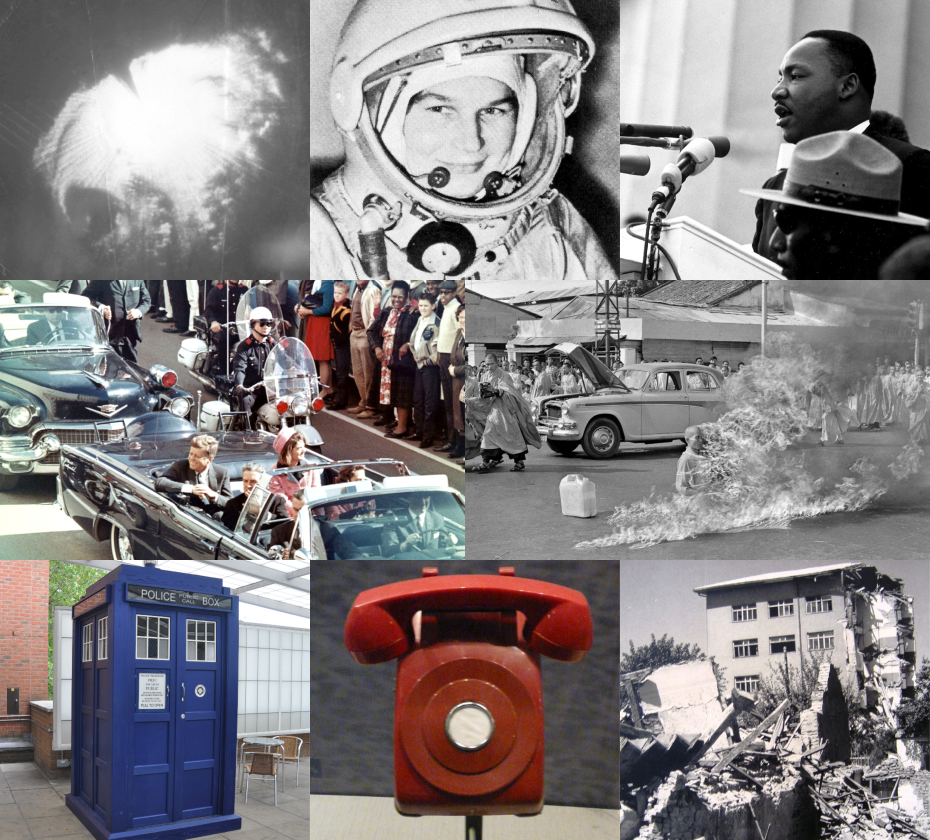

1963 (MCMLXIII) là một năm thường bắt đầu vào Thứ ba của lịch Gregory, năm thứ 1963 của Công nguyên hay của Anno Domini, the năm thứ 963  của thiên niên kỷ 2, năm thứ 63  của thế kỷ 20, và năm thứ  4   của thập niên 1960. 

## Sự kiện

### Tháng 1
- 2 tháng 1: Trận Ấp Bắc tại Mỹ Tho

### Tháng 4
- 1 tháng 4: Ngân hàng thương mại cổ phần Ngoại thương Việt Nam (Vietcombank), đã chính thức được thành lập.
- 21 tháng 4: Tòa Công lý Quốc tế, cơ quan quản trị tối cao của tôn giáo Bahá'í, được thành lập.[1]

### Tháng 5
- 25 tháng 5: Thành lập tổ chức liên minh châu Phi.
- 28 tháng 5: Công ty sữa Cô gái Hà Lan, đã được thành lập

### Tháng 6
- 11 tháng 6: Thích Quảng Đức tự thiêu phản đối chính quyền.

### Tháng 7
- 15 tháng 7: Tăng Ni tại chùa Xá Lợi, và các thành viên Ủy ban Liên Phái bắt đầu tuyệt thực

### Tháng 8
- 16 tháng 8: Tại Huế, xảy ra đình công.
- 20 tháng 8: Tại Sài Gòn, chính quyền tấn công các chùa trong thành phố.
- 21 tháng 8: Chính quyến ban hành thiết quân luật trên toàn miền Nam Việt Nam

### Tháng 9
- 4 tháng 9: Đại hội đồng Liên Hợp Quốc cáo buộc Việt Nam cộng hòa vi phạm nguyên tắc hiến chương Liên hợp quốc về sự kiện Phật Đản.
- 16 tháng 9: Chính thức thành lập nước Malaysia.

### Tháng 10
- 5 tháng 10: thiền sư Quảng Hương tự thiêu tại Bến Thành.
- 27 tháng 10: thiền sư Thiện Mỹ tự thiêu tại nhà thờ Đức Bà tại Sài Gòn.
- 30 tháng 10: Tập đoàn siêu xe Automobili Lamborghini S.p.A chính thức được thành lập ở Sant'Agata Bolognese, Ý

### Tháng 11
- 1 tháng 11: Dương Văn Minh cầm đầu cuộc đảo chính lật đổ tổng thống Ngô Đình Diệm.
- 2 tháng 11: Tỏng thống Ngô Đình Diệm và cố vấn Ngô Đình Nhu bị ám sát.
- 22 tháng 11: Tổng thống Hoa Kỳ John F. Kennedy bị ám sát.

## Sinh

### Tháng 1
- 6 tháng 1: Thanh Thanh Tâm, nữ nghệ sĩ cải lương người Việt Nam

### Tháng 2
- 1 tháng 2: Liêu Quốc Huân, một người Thổ Gia, Chính khách nước Cộng hòa Nhân dân Trung Hoa (m. 2022)
- 2 tháng 2: Eva Cassidy, ca sĩ và nhạc sĩ người Mỹ
- 3 tháng 2: Vũ Đức Đam, phó Thủ tướng Chính phủ Việt Nam
- 9 tháng 2: Vu Khải Hiền, ca sĩ, nhạc sĩ, nhà sản xuất âm nhạc nổi tiếng ở Đài Loan
- 17 tháng 2: Michael Jordan, cầu thủ bóng rổ người Mỹ
- 25 tháng 2: Trường Vũ, nam ca sĩ hải ngoại người Việt gốc Hoa ở Pháp

### Tháng 3
- 17 tháng 3: Phương Trung Tín, diễn viên Hồng Kông
- 27 tháng 3: Quentin Tarantino, đạo diễn phim Mỹ
- 27 tháng 3: Xuxa, nữ ca sĩ nhạc Pop Brazil

### Tháng 4
- 9 tháng 4: Lâm Chí Mỹ, ca sĩ Hồng Kông
- 27 tháng 4: Lam Khiết Anh, nữ diễn viên nổi tiếng người Hồng Kông (m. 2018)
- 30 tháng 4: Huỳnh Đức Bân, diễn viên Hồng Kông

### Tháng 6
- 3 tháng 6: Phùng Xuân Nhạ, giáo sư, tiến sĩ ngành Kinh tế, chủ tịch Hội đồng Chức danh giáo sư nhà nước, và là một chính khách Việt Nam, hiện là Bộ trưởng Bộ Giáo dục và Đào tạo Việt Nam và là đại biểu quốc hội Việt Nam khóa 14 thuộc đoàn đại biểu quốc hội tỉnh Bình Định
- 9 tháng 6: Johnny Depp, nam diễn viên Mỹ
- 10 tháng 6: Jeanne Tripplehorn, nữ diễn viên Mỹ
- 17 tháng 6: George Michael, ca sĩ người Anh (m. 2016)

### Tháng 7
- 27 tháng 7: Chân Tử Đan, siêu sao võ thuật Hồng Kông

### Tháng 8
- 9 tháng 8: Whitney Houston, nữ ca sĩ nhạc Pop Mỹ (m. 2012)
- 26 tháng 8: Đào Đại Vũ, diễn viên Hồng Kông

### Tháng 9
- 11 tháng 9: Uyển Quỳnh Đan, diễn viên hài Hồng Kông

### Tháng 10
- 2 tháng 10: Phạm Kim Hưng, chuyên gia điện toán, chính khách người Việt Nam
- 10 tháng 10: Mai Diễm Phương, ca sĩ, diễn viên Hồng Kông (m. 2003)

### Tháng 11
- 7 tháng 11: Đặng Kiến Minh, nhạc sĩ, ca sĩ người Hồng Kông

### Tháng 12
- 9 tháng 12: Hoàng hậu Masako, vợ của đương kim Thiên hoàng Naruhito ở Nhật Bản
- 18 tháng 12: Brad Pitt, diễn viên và nhà sản xuất phim người Mỹ
- 30 tháng 12: Mike Pompeo, chính trị gia và doanh nhân người Mỹ.

## Mất

### Tháng 6
Ngày 3 tháng 6 - Giáo hoàng Gioan XXIII

### Tháng 7
- 7 tháng 7 - Nguyễn Tường Tam, nhà văn, nhà chính trị Việt Nam nổi tiếng

### Tháng 10
- 10 tháng 10: Édith Piaf, nữ ca sĩ nổi tiếng nước Pháp (s. 1915)

### Tháng 11
- 22 tháng 11 -
  - John F. Kennedy, tổng thống Hoa Kỳ (sinh 1917)
  - C.S. Lewis, một nhà văn người Anh (s. 1898)
- 02 tháng 11 - Ngô Đình Diệm, tổng thống Việt Nam Cộng hòa.

## Giải Nobel
- Vật Lý: Eugene Wigner, Maria Goeppert-Mayer, Johannes Hans Daniel Jensen
- Hóa Học: Giulio Natta, Karl Ziegler
- Y Học: Andrew Huxley, John Eccles, Alan Hodgkin
- Văn Học: Giorgos Seferis
- Hòa Bình: ICRC